# Justificação (teologia)
A Justificação é um conceito teológico presente no cristianismo que trata da condição do ser humano em relação à justiça de Deus.
A "Justificação pela fé", também conhecida como sola fide, é um dos conceitos basilares do luteranismo e de todas as denominações cristãs que advém da Reforma Protestante. Pode-se dizer que esse conceito religioso foi um dos catalisadores da Reforma. Lutero inspirou-se na afirmação do apóstolo São Paulo de que "o justo viverá pela fé" (Romanos 1:17), contrariando assim a afirmação da Igreja Católica, que defendia que à fé se deviam acrescentar as boas obras a fim de se poder alcançar a salvação.
Apesar destas diferenças teológicas, as várias tradições cristãs acham que a fé não é a base para a justificação, mas simplesmente o meio, o órgão de apropriação, ou o instrumento dela. Pela fé somente o pecador toma posse de todas as bênçãos da justificação.

## Teologia Católica Romana
Segundo a doutrina católica, a justificação "é a obra mais excelente do amor de Deus. É a acção misericordiosa e gratuita de Deus, que perdoa os nossos pecados e nos torna justos e santos em todo o nosso ser. Isto tem lugar por meio da graça do Espírito Santo, que nos foi merecida pela paixão de Cristo e nos foi dada no Baptismo. A justificação inicia", mas não obriga, a "resposta livre do homem, ou seja", a adesão individual e livre ao plano de salvação arquitectado por Deus. Para isto, requer a fé em Cristo e a colaboração com a graça divina. Os católicos acreditam que «o homem é justificado pelas obras e pela fé» (Tg 2, 24), porque a «fé sem obras é morta» (Tg 2, 17). Logo, as boas obras são uma afirmação, prática e reforço da fé, que é fundamental para a justificação. Todo este processo de justificação só é possível por causa da graça divina, "que justifica" os homens.

### Concílio de Trento
O Concílio de Trento, que foi a grande expressão da Contra-Reforma, ensinava que a justiça merecida por Cristo deveria ser apoiada pela justiça do próprio pecador que cooperava com a graça através das boas obras. Na visão de Trento, a justificação é um processo, na qual o pecador é tornado justo, misturando a justificação com a santificação. Estes dois termos são virtualmente sinónimos em Trento. Na visão católica, a justiça é infusa (e não imputada), causando mudança na vida interior do pecador. A justiça é antes transformadora do indivíduo do que creditada a ele. Segundo esta perspectiva, o pecador é justificado com base numa justiça interna (iustitia in nobis ou iusticia infusa) do que por uma justiça que vem de fora. Em resumo, na teologia católica, a justiça é dada ao justo antes que ao pecador, sendo por isso a justificação o resultado da justiça infusa de Cristo.
A partir destes ensinamentos do Concílio de Trento, a Igreja Católica ensina que o pecador é justificado pela fé em Cristo, mas é uma fé informada e fundamentada pelo amor e motivada pela graça divina. A justificação tornar-se-ia na semente e na força criadora de uma nova vida cristã assente na fé, na esperança e na caridade (e também nas boas obras). Essa fé em Cristo é infusa no coração do homem aquando do Batismo, de forma que ela perdoe o pecado original.

## Teologia Protestante
Romanos 3.22 " (....) isto é, a justiça de Deus pela fé em Jesus Cristo para todos e sobre todos os que creem, porque não há diferença" (Rm 3.22)".
Na Carta aos Romanos, exatamente neste versículo, é mostrada a revelação da verdadeira justiça de Deus, a justificação pela fé.
Até este momento, Paulo teve o cuidado para demonstrar que tanto o judeu como o gentio estavam em situação de igualdade, ou seja, todos pecaram.
A "iustitia infusa" católica era inadmissível para os Protestantes. Estes acreditam que a graça era derramada, mas que a justificação era uma matéria judicial, que tinha a ver com a imputação da justiça de Cristo a nós. A imputação era o coração e a essência da justificação forense. Não poderia haver o aspecto forense da justificação sem a imputação da justiça de Cristo. Segundo a perspectiva protestante, a doutrina da imputação da justiça de Cristo é coirmã da doutrina da justificação, sendo estes dois conceitos inseparáveis.
Novamente contra os católicos, os protestantes afirmavam uma justiça que vem de fora deles, uma justitia extra nos, vinda da imputação da justiça de Cristo.
A justiça de Cristo, portanto, é ensinada como sendo imputada ao pecador. A justificação do ímpio vem de fora dele, iustitia extra nos, procedendo da justiça de Cristo.
A fé não é a base para a justificação, mas simplesmente o meio, o órgão de apropriação, ou o instrumento dela. Pela fé somente o pecador toma posse de todas as bênçãos da justificação.

### Teologia Luterana
A doutrina da justificação é de tal importância para a teologia luterana que ela é chamada articulus stantis et cadentis ecclesiae (o artigo sobre o qual a Igreja permanece ou cai), sendo o artigo principal das confissões luteranas, a espinha dorsal da teologia na qual todas as outras doutrinas estão apensas e da qual todas dependem.
Fé e obras são termos excludentes entre si. Nada poderia ser acrescentado à justiça de Cristo. Nenhuma adição humana seria tolerada. No pensamento luterano, nunca as duas coisas, fé e obras, andaram juntas soteriologicamente.
Em seu comentário sobre a Carta de São Paulo aos Gálatas, Lutero diz que somos "justificados não pela fé proporcionada pelo amor, mas pela fé unicamente e somente". Segundo ele, a fé não justifica porque produz o fruto do amor a Cristo (boas obras), mas porque ela recebe o fruto do amor de Cristo. Na teologia luterana, "a justificação é um termo jurídico e significa pronunciar e tratar como justo, justificar".
Analisando o texto de Romanos 2.13, a Apologia da Confissão de Augsburgo diz: "Ser justificado aqui não significa que o ímpio é tornando justo, mas que ele é pronunciado justo num sentido forense."
Lutero usou a famosa frase simul justus et peccator (ao mesmo tempo justo e pecador), referindo-se à condição simultânea do pecador, onde ele é contado, ao mesmo tempo, como justo judicialmente, em virtude da imputação da justiça de Cristo e, todavia, permanecendo pecador em si e de si mesmo. Por causa do aspecto forense da doutrina, todo pecador é visto como justificado coram Deo.
A teologia luterana diz ainda que a "justiça concedida ao pecador não é sua própria, produzida por ele mesmo, mas uma justiça que vem de fora pertencente a Jesus Cristo. A justiça não é uma qualidade do homem. Ela consiste antes em ser justo somente através da imputação graciosa da justiça de Cristo, isto é, uma justiça ‘fora’ do homem. Para o luteranismo, a fé tem um papel muito diferente, sendo ela preponderante na justificação. "A fé que justifica, contudo, não é um mero conhecimento histórico, mas uma aceitação firme da oferta de Deus de prometer o perdão dos pecados e a justificação. …Fé é aquela adoração que recebe as bênçãos que são oferecidas por Deus."
Dentro da tradição luterana, a fé vem em oposição aos que confiavam na guarda da Lei como base para a justificação. A Apologia da Confissão de Augsburgo diz que:
"a obediência da lei justifica pela justiça da lei. Mas Deus aceita esta justiça imperfeita da lei somente por causa da fé… Disto fica evidente que somos justificados diante de Deus pela fé somente, visto que pela fé somente recebemos o perdão dos pecados e a reconciliação em nome de Cristo… Portanto, ela (justificação) é recebida pela fé somente, embora a guarda da lei siga com o dom do Espírito Santo".

### Teologia Calvinista
Para a fé calvinista (ou reformada), a doutrina da justificação é também muito significativa. Durante o tempo da Reforma, Calvino tratou deste assunto em suas Institutas da Religião Cristã, escrevendo sobre ela centenas de páginas. Ele insiste em que a doutrina da justificação é "a principal dobradiça sobre a qual a religião se dependura, de modo que devotemos uma maior atenção e preocupação para com ela".
Calvino seguiu os passos dos reformadores de primeira geração, como Lutero, Melanchton, Oecolampadius, Zwinglio, no aspecto forense da justificação. Reid disse que "semelhantemente aos outros reformadores, Calvino foi um advogado que pensava muito em termos forenses." Calvino diz que "justificado pela fé é aquele que, excluído da justiça das obras, agarra-se à justiça de Cristo através da fé, e vestido com ela, aparece na vista de Deus não como um pecador, mas como um homem justo."
A justificação, portanto, segundo Calvino, "acontece quando Deus declara o pecador justo; ele é aceito e perdoado por causa de Cristo somente." Este é o seu conceito forense de justificação.
Calvino enfatizou ainda a iustitia aliena, isto é, a justiça que vem de outro, que vem de fora. Embora Calvino use a frase "pela fé somente", ele é cuidadoso em dizer também que a fé não efetua de si mesma a justificação, mas entende que a fé é o meio pelo qual nos apropriamos da justiça de outro, que é transferida a nós. Ele diz: "Não há nenhuma dúvida de que aquele que é ensinado procurar justiça fora de si próprio é destituído de justiça em si mesmo." Mais adiante, Calvino diz: "Você pode ver que nossa justiça não está em nós, mas em Cristo, e que a possuímos somente sendo participantes em Cristo; de fato, com ele possuímos todas essas riquezas." Para o Calvinismo é pela fé somente que o homem é justificado, mas a fé em si mesma não justifica. Através dela o homem abraça a Cristo por cuja graça somos justificados. "É dito da fé que ela justifica porque ela recebe e abraça a justiça oferecida no Evangelho."
Osiander, contra quem Calvino se insurgiu, havia dito que a "fé é Cristo". Em resposta a ele, Calvino disse que "a fé, que é o único instrumento para receber a justiça, é ignorantemente confundida com Cristo, tornando-o a causa material e ao mesmo tempo o Autor e Ministro deste grande benefício." A fé para Calvino era apenas a causa instrumental da justificação.
Somente Deus justifica. Então, segundo os calvinistas, nós transferimos esta mesma função a Cristo porque a ele foi dado ser nossa justiça. Comparamos a fé a uma espécie de vaso. A menos que venhamos esvaziados e com a boca de nossa alma aberta para procurar a graça de Cristo, não seremos capazes de receber Cristo.

## Comparação de tradições
No fundo, as diferentes tradições cristãs respondem, de maneira diferente, a variadas questões sobre a natureza, função e significado da justificação. Estas questões incluem:
- É a justificação um evento que ocorre instantaneamente ou ela é processo contínuo?
- A justificação é efetuada somente pela ação divina (monergismo), pela ação divina e humana juntas (sinergismo) ou pela ação humana?
- A justificação é permanente ou pode ser perdida?
- Qual é a relação de justificação para a santificação?
- O processo torna o pecador em justo e ele é capacitado pelo Espírito Santo a viver uma vida agradável a Deus?